# アイルトン・セナの死
本項では、アイルトン・セナの死について記述する。フォーミュラ1（F1世界選手権）において、1988年・1990年・1991年の3度にわたってドライバーズチャンピオンとなったアイルトン・セナは、1994年5月1日、イタリアのイモラ・サーキットで行われた1994年サンマリノグランプリに出場したが、決勝レースにおいて首位を走行中、「タンブレロ」と呼ばれる左コーナーでコンクリートバリアに高速で衝突する事故を起こし、死亡した。著名なF1ドライバーであったセナの死は、様々な意味で世界に衝撃を与えた。
セナの事故死の前日には、ローランド・ラッツェンバーガーが公式予選セッション中の事故により死亡していた。ラッツェンバーガーとセナの死は、F1グランプリ開催中に発生した死亡事故としては12年ぶりのものであった。両者の事故死はF1の安全性における転換点となり、以後F1側とサーキット側の両者において新たな安全対策が講じられたほか、グランプリ・ドライバーズ・アソシエーションの再結成にもつながった。イタリア最高裁判所は機械的な故障が事故原因であるとの判決を下したが、この判決の正当性は論争の対象となっており、事故原因には諸説ある。

## 背景
1994年、セナは1988年から長期にわたって所属したマクラーレンチームからウィリアムズチームへと移籍した。セナはアラン・プロストと入れ替わる形でウィリアムズに加入し、デイモン・ヒルのチームメイトとなった。1994年シーズンを前にレギュレーションが変更され、ドライバーを支援する電子制御装置の使用が禁止されていたものの、ウィリアムズでは過去2年間、プロストとナイジェル・マンセルがドライバー選手権のチャンピオンとなっており、セナを迎えて再び選手権の優勝を争うものと予想されていた。
伝統的にエストリル・サーキットで行われるシーズン前テストにおいて、セナはウィリアムズのドライバーとしてのデビューを果たし、新型車ウィリアムズ・FW16を以下のように評した。
この車の運転にはとてもネガティブな感触がある。限界までコーナーを攻める時も、そのほかの時もだ。だから快適に、自信を持って走れた周回は一周もなかった。車に乗っている時は違和感があって、なにもかもが間違っているように感じる。シートやステアリングを変更してみたけど、それでもコックピットは狭すぎる。去年の9月にエストリルでレースした時と比べて、ずっと難しく感じる。電子制御がないことが原因のひとつだと思う。それに、この車には独特な特性があって、まだそれに対する確信を持つことができない。だから高い緊張感を持たなければならないし、ストレスを感じる。
1994年シーズンが開幕して以降も、セナにとって困難な状況は続いた。セナは最初の2戦（ブラジルGPとパシフィックGP）で予選1位を獲得したが、決勝では2戦連続のリタイアに終わり、1ポイントも獲得できなかった。シーズンの2戦を終えて獲得ポイントなしという結果は、セナのF1キャリアの中でも最悪のものだった。イモラ・サーキットで行われる第3戦を前に、ベネトン所属のミハエル・シューマッハが開幕から2連勝してドライバー選手権で首位に立っており、セナに対しては20ポイントのリードを築いていた。

## 1994年サンマリノグランプリ

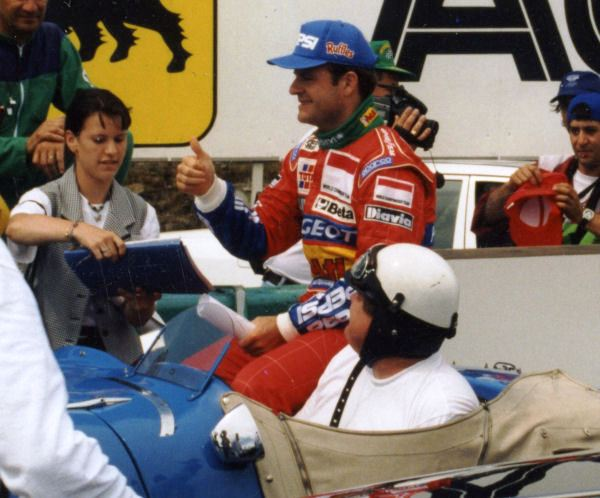
ルーベンス・バリチェロ（写真は1995年フランスGP）は、ヴァリアンテ・バッサ・シケインでバリアに衝突したものの、一命を取り留めた。

サンマリノグランプリ初日、金曜日の予選セッションにおいて、ジョーダン所属でセナの同郷の後輩であるルーベンス・バリチェロがヴァリアンテ・バッサ・シケインで縁石に弾かれ車体が浮き、230km/hのスピードでバリアに衝突した。バリチェロの事故を見たセナはマシンから降り、メディカルセンターへ向かった。衝突から数分後、バリチェロは意識を回復し、自分を眺めるセナの姿を見た。バリチェロの命に別状がないことを確認したセナは、ウィリアムズのマシンに再び乗り込み、走行を継続した。
金曜日のセッションが終了すると、セナはマシンを降り、予定されていたプレス向けインタビューに答えるためウィリアムズのモーターホームへと向かった。セナは集まったジャーナリスト達に、エンジニアのデビッド・ブラウンとマシンの問題についてチェックするので1時間待つよう告げた。インタビューを終えると、セナはブラウンとのチェック作業をさらに2時間続けた。カステル・サン・ピエトロのホテルに帰ったセナは、恋人のアドリアーネ・ガリステウに電話をかけ、バリチェロの事故について話している途中に泣き崩れたと伝えられる。
土曜日朝の練習走行において、セナは自己ベストタイムの1分22秒03を記録した。セナはチームメイトのデイモン・ヒルと意見を交わし、マシンが改善されたという考えで一致した。回復してメディカルセンターを出たバリチェロは、飛行機でイギリスに戻り、テレビでレースを観戦するとセナに話した。

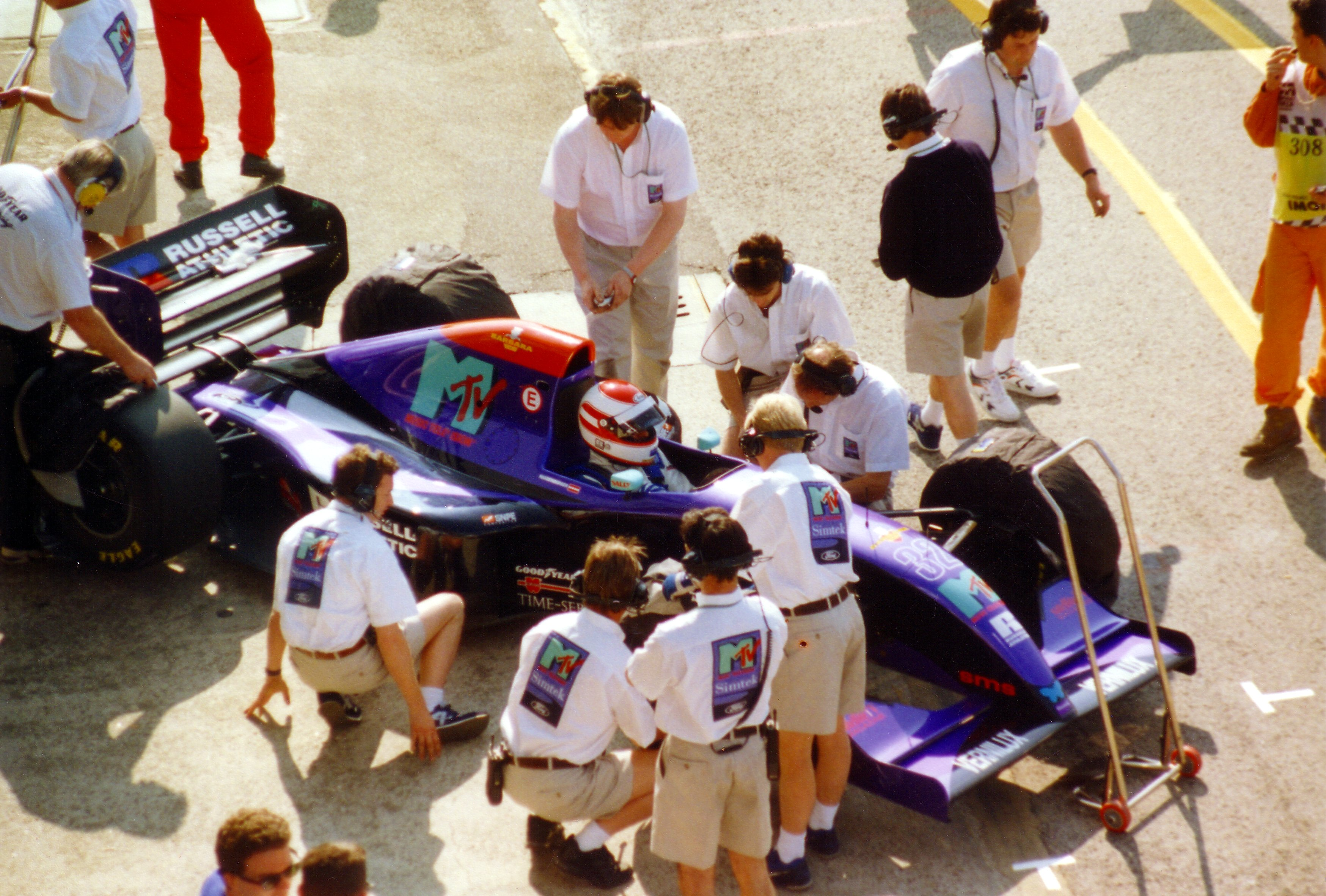
ローランド・ラッツェンバーガーは、ヴィルヌーヴ・カーブでコンクリートウォールに衝突したことで死亡した。

土曜日の午後、2回目の予選セッションが始まった。しかし、セッション開始から18分が経過した時点で、シムテック所属のローランド・ラッツェンバーガーが、314km/hのスピードでヴィルヌーヴ・カーブ外側のコンクリートバリアに衝突した。フロントウィングの破損が事故原因として疑われている。衝突後、ラッツェンバーガーのマシンは反対側に跳ね返され、コースの中央に停止した。事故のリプレイ映像を見たセナはピットレーンに飛び出し、オフィシャルカーの1台に乗り込んだ。セナが現場に到着した時、ラッツェンバーガーはすでに救急車に乗せられていた。セナは大破したラッツェンバーガーのシムテックのマシンを入念に観察し、その後、サーキットのメディカルセンターを訪れるが、そこにいた友人の脳神経外科医シド・ワトキンスからラッツェンバーガーが死亡したことを伝えられた。セナとワトキンスはともにメディカルセンターを去ったが、悲しみに打ちのめされた様子のセナに、ワトキンスはもうレースを続ける必要はないと告げ、このレースへの参加を取りやめるよう勧め、2人で釣りに行くことを提案した。それに対してセナは、レースを止めることはできないと答え、ウィリアムズのガレージへと帰って行った。ガレージに戻ったセナは、パトリック・ヘッドとフランク・ウィリアムズを呼び、ラッツェンバーガーが死亡したことを伝え、予選セッションを途中で切り上げた。
セナはその後モーターホームに戻り、泣き崩れて床に倒れ込んだと伝えられている。フランク・ウィリアムズはセナの様子に不安を抱き、ベティーゼ・アスンソン（セナの広報担当者）にセナの精神状態についてのミーティングを準備するよう頼んだ。セナが予選後の記者会見を欠席したため、FIAはセナへの懲戒処分を検討したが、最終的に不問とする決定を下した。しかし、翌日（日曜日）にはレース審査委員会がセナをモーターホームから呼び出し、セナがラッツェンバーガーの事故現場へ向かうためにオフィシャルカーを運転した件について議論が行われた。この議論は口論に発展し、セナは嫌悪感をあらわにして立ち去った。この件に関してもレース審査委員会はセナを不問に処した。

丸で囲われた部分がラッツェンバーガーの事故現場（ヴィルヌーヴ・カーブ）

日曜朝のウォームアップ走行セッションにおいて、セナは2位のドライバーよりも0.9秒速いトップタイムを記録した。セッション終了後、セナはかつてチームメイトとして激しく争ったアラン・プロストがいることを目にし、2人は30分ほど会話した。その内容はF1の安全性の向上についてであり、セナはプロストにも協力を求めた。2人はモナコグランプリ前に再び会う約束をした。
セナはその後、フランスのテレビ局TF1での放送用にサーキットを車載カメラで映しつつ1周した。セナは周回しながらTF1のレース解説者を務めていたプロストへ挨拶を送り、「こんにちは、僕らの親愛なる友人アラン。君がいなくなって僕たちは寂しいよ。」と述べた。プロストはこのコメントに驚いたと同時に非常に感動したと語った。
決勝レース前のブリーフィングに、セナはゲルハルト・ベルガーとともに出席した。セナはフォーメーションラップをセーフティカーが先導すること（最新型のポルシェ・993を宣伝すること以外に何の意味もなかった）に懸念を抱いており、その点でレースオフィシャルと口論していた。そのために感情が高ぶった状態だったセナは、ブリーフィングで意見を述べることに気が進まなくなり、自分の代わりにベルガーがその意見を表明するよう頼んだ。結果、サンマリノグランプリにおけるペースカーはF1カーと同時ではなく、それに先立ってグリッドを離れることとなった。
それからセナは他のF1ドライバーたちと会い、F1の安全性を向上させるため、ドライバーによるグループ（GPDA）を再結成させることについて意見を交わし、セナは次戦のモナコグランプリから自らがグループのリーダーの任を引き受けることを申し出た。ニキ・ラウダも、他のドライバーたちと比べてより強い個性を持つセナがこのグループを率いるべきだ、と述べた。

## クラッシュ
決勝レースのスタート直後、ペドロ・ラミーのマシンがJ.J.レートのマシンに衝突し、破片が観客席に飛び込んでコース脇にいた複数の観客を負傷させた。オフィシャルの判断により、マックス・アンジェレッリが運転するセーフティカー（オペル・ベクトラ）がコースに導入された。その間に散乱した破片の撤去が行われることになり、セーフティカーは5周にわたって全車を先導した。先頭にいたセナは加速してセーフティカーに並びかけ、先導速度を上げるようアンジェレリにジェスチャーで要求した。6周目に入る前、セナの担当エンジニアであるデビッド・ブラウンは無線でセナにセーフティカーが退場することを伝えた。
6周目、レースは再開された。セナは直ちにペースを上げ、レース全体でも3番目に速いラップタイムで周回した。セナを追っていたミハエル・シューマッハは、高速のタンブレロ・コーナーを通過する際、前を走るセナのマシンが激しく底打ちして火花を上げていることに気づいた。
7周目、タンブレロ・コーナーにさしかかったセナのマシンは通常の走行ラインから外れ、直線的にコースアウトした後、緩衝材のないコンクリートバリアに衝突した。残骸から回収されたテレメトリーのデータによると、セナは309 km/hの速度でコーナーに進入した後、強くブレーキをかけてタイヤをロックさせ、衝突時には211 km/hまで減速していた。セナのマシンは浅い角度でバリアに衝突し、右フロントホイールとノーズコーンをはじき飛ばした後、スピンしながら停止した。
マシンが停止した後、コックピットのセナの身体は動かなかった。数十秒後、空撮映像がセナをズームで映した際、セナのヘルメットは微動だにせず、少し右側に傾いていた。その後に観察された、わずかに頭部を起こすような動きは、セナが無事であるかもしれないという可能性を感じさせたが、実際は深刻な脳損傷による身体の痙攣であった。事故直後、写真家でセナの友人でもあったアンジェロ・オルシは、ヘルメットを脱がされた状態で車内に横たわり、救護されているセナの写真を撮影した。オルシはマーシャルにより視界を遮られるまで撮影を続けた。オルシの写真には多数のオファーが寄せられたが、セナの親族はこれらの写真の非公開をオルシに要求しており、写真を目にしたのはオルシ自身とセナの親族のみに限られている。
消火作業を担当するマーシャルは事故現場に到着した後も、正規の医療スタッフが到着するまでセナの身体に触れることはできなかった。事故から数分後、セナの身体はマシンから降ろされた。
救命スタッフがセナを救護している様子は、上空のヘリコプターから全世界にテレビ放送されていた。映像を詳しく見ると、医療スタッフがセナを手当てしている現場の地面に大量の血液が付着しているのが認められた。セナの頭部には目に見える損傷があり、救護にあたった医療専門家には、セナが重篤な頭部外傷を負っていることは明らかだった。医療スタッフが人工的にセナの呼吸を維持するため、現場で緊急気管切開が行われた。この手術を担当したのが前出のシド・ワトキンスであった。ワトキンスはフォーミュラ1における安全・医療の代表者であると同時に、救急医療班の代表を務めていた。ワトキンスは後に、以下のように報告している。
彼は穏やかな表情をしていた。まぶたを引き上げて瞳孔を確認すると、脳に大きな損傷があるのがわかった。私たちはコックピットから彼を引き上げ、地面に寝かせた。そうしているときに、彼はため息をついた。私は信心深い人間ではないが、その瞬間に彼の魂が旅立ったのだと感じた。

丸で囲われた部分がセナの事故現場（タンブレロ・コーナー）

この時点で死因は判明していなかったが、ワトキンスはセナが死亡していると判断していた。後の調査では、衝突の瞬間に跳ね上げられた右フロントホイールがコクピット内部に侵入し、セナのヘルメットの右前部に激突したと考えられている。ホイールによる衝撃は激しく、セナの頭部は反対側に跳ね返されてヘッドレストに押しつけられ、致命的な頭蓋骨骨折を負った。その際、ホイールにつながるサスペンションはベル・M3ヘルメットを部分的に貫通し、セナの頭部を損傷させた。さらに、サスペンションのアップライト部の鋭利な破片がヘルメットのバイザーを貫通し、セナの右目の少し上に到達したとみられている。セナが使用していたM3ヘルメットはミディアムサイズ（58 cm）で、新しいタイプの薄型バイザーを採用していた。セナが負った3種類の外傷は、どれかひとつだけであってもセナを死亡させた可能性が高いとされている。それでもワトキンスは呼吸経路を確保し、止血を施した。同時に失われた血を補給し、頸部を固定した。その後、無線で医療用ヘリコプターを呼び、集中治療麻酔医のジョヴァンニ・ゴルディーニに、マジョーレ病院に到着するまでセナに付き添うよう頼んだ。
レースはセナのクラッシュから1分9秒後に中断された。ウィリアムズのチーム監督イアン・ハリソンはコントロールタワーに上り、レース審査委員の多くがセナの事故の深刻さを感じ取っているのを目にした。その後、状況を落ち着かせるためバーニー・エクレストンがコントロールタワーに到着した。しかし、セナのクラッシュから約10分後、ピットでの誤った情報伝達により、エリック・コマスが運転するラルースのマシンがコース上に復帰してしまった。ユーロスポーツの解説者を務めていたジョン・ワトソンはこの事態を目にして、「人生でこれほどばかげたものは見たことがない」と述べた。事故現場のマーシャルはコマスに対して必死に赤旗を振り、コース上に着陸していた医療用ヘリコプターに衝突する危険は避けられたが、コマスは事故現場を目撃したことを苦しみ、その後のレースをリタイアしている。

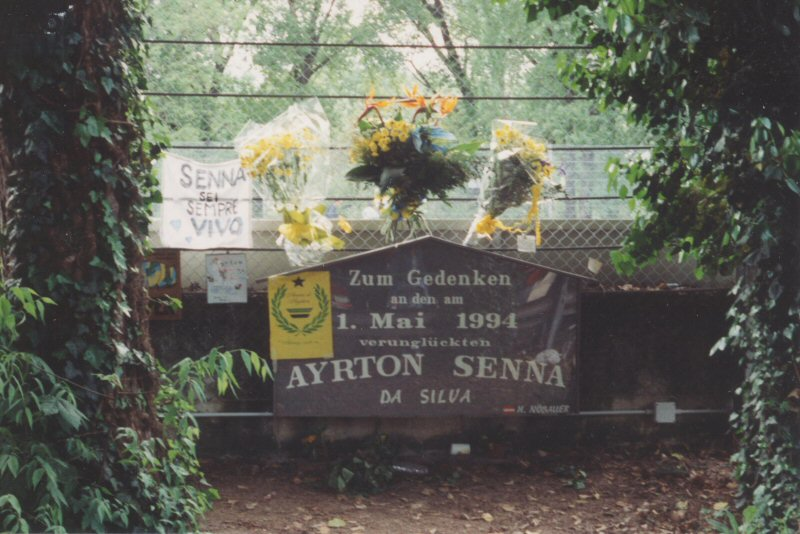
タンブレロ・コーナーの裏側に設置されたセナの記念碑（1997年）

セナのマシンは最終的にトラックに載せられ、ピットレーンに戻された後、オフィシャルによって押収された。その際、ある未確認の人物が、車に搭載されたブラックボックス・データは取り外されるべきだと要求した。
15時、セナを乗せたヘリコプターがマジョーレ病院の前に着陸し、集中治療室へ運び込まれた。脳のスキャン結果はサーキットでの診断を裏づけるものだった。15時10分にセナの心臓は停止したが、医師たちは心肺蘇生に成功し、セナの身体は生命維持装置につながれた。セナの弟レオナルドは、カトリックの司祭が臨終の秘跡を執り行うための手配を行い、臨終の秘跡は18時15分に行われた。18時37分、セナの心臓は再び停止したが、今度は蘇生処置を試みない決定がなされた。
マジョーレ病院の救急医長である医師のマリア・テレーザ・フィアンドリは、この日は非番であり自宅で息子たちとサンマリノグランプリの生中継を観ていた。しかし、事故の発生を受けて病院に急行し、事故の約28分後（セナを乗せたヘリコプターが到着したのと同時刻）に到着した。20年後に行われたインタビューでフィアンドリは、セナの失血は浅側頭動脈の損傷によるものであり、頭部の損傷を除けばセナの身体は無傷で、その表情は穏やかであったことを語った。事故当日のフィアンドリは、マジョーレ病院に集まったメディアと一般の人々に対して、セナに関する情報を発表する役割を担っていた。18時40分、フィアンドリはセナが死亡したことを発表した。
後に判明した事実として、医療スタッフがセナを調べた際、畳まれたオーストリアの国旗がコクピットから発見されていた。この国旗はセナがレース後に、ラッツェンバーガーに敬意を表して掲げようと用意していたものだった。
レース終了後しばらくして、イアン・ハリソンはセナが死亡したこと、そしてそれが「道路交通事故」として扱われていることをイタリア人の弁護士から告げられた。5月2日の早朝、ハリソンは別の弁護士に呼び出され、彼に連れられて遺体安置所へと向かった。ハリソンはセナの遺体を見るよう頼まれたが、それを拒んだ。

## 葬儀

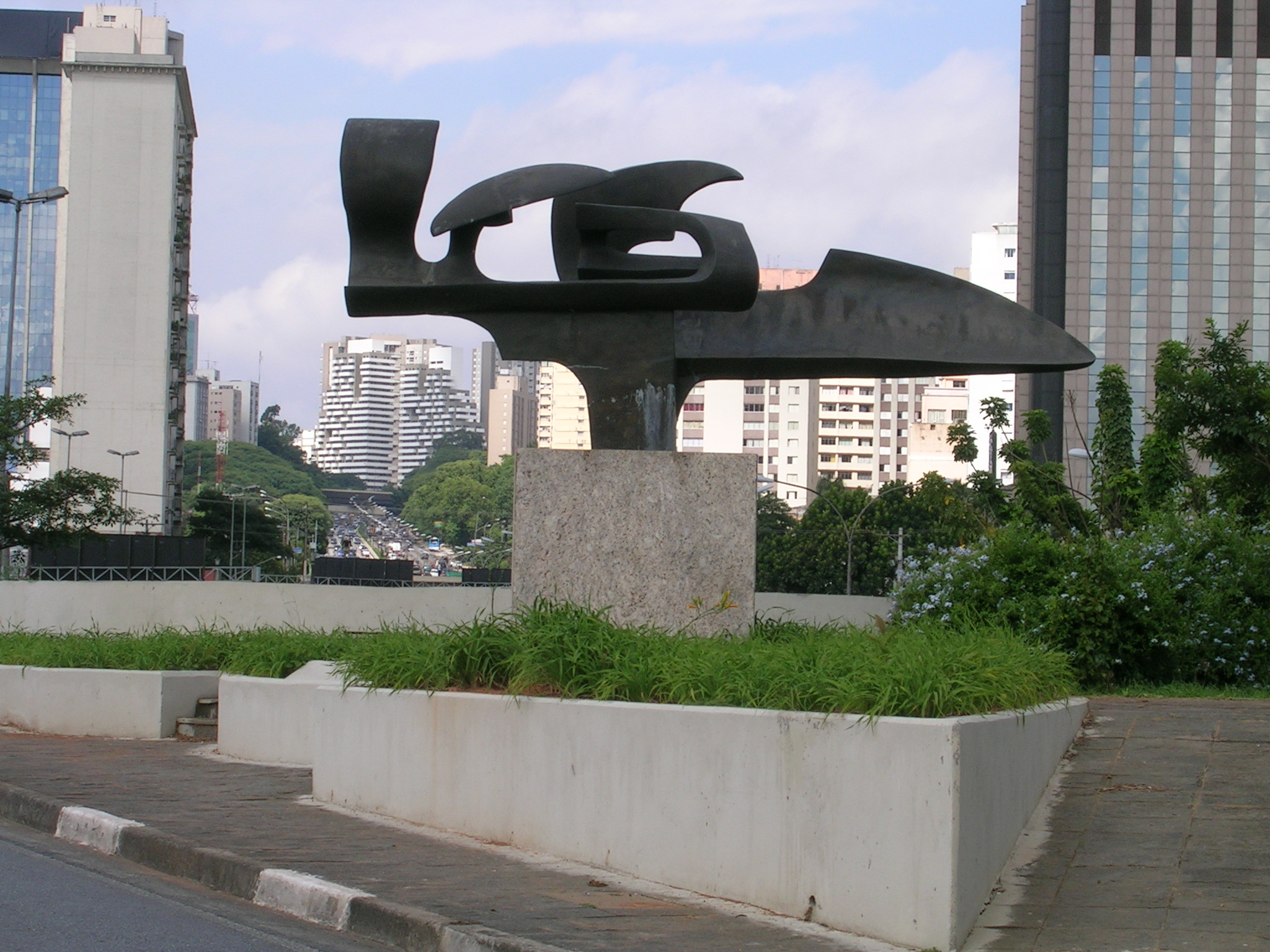
サンパウロのイビラプエラ公園下を通るトンネル入り口に置かれているアイルトン・セナのモニュメント（メリンダ・ガルシア作）

セナの死は、多くのブラジル人ファンにとって国家的な悲劇であった。ブラジル政府は5月1日、第33代ブラジル連邦共和国大統領イタマール・フランコによる追悼談話を発表し、5月2日より3日間にわたって喪に服すことを宣言した。また通常、遺体を乗せた棺の航空輸送は貨物パレットに乗せて貨物室で運ばれるが、セナの棺が母国ブラジルに搬送される際には、航空会社ヴァリグ・ブラジル航空の方針に反し、同社定期便のマクドネル・ダグラス MD-11（識別記号PP-VOQ）の客室が用いられた。セナの棺は大きなブラジル国旗に覆われ、弟のレオナルドと近しい友人たちが付き添った。
セナの葬儀は国葬として執り行われ、故郷のサンパウロでは推定300万人の人々が通りを埋め尽くした。また、ブラジルのテレビ各局でも生中継された。多くの著名なレース関係者が参列し、アラン・プロスト、ゲルハルト・ベルガー、ジャッキー・スチュワート、デイモン・ヒル、ティエリー・ブーツェン、ルーベンス・バリチェロ、エマーソン・フィッティパルディらがセナの棺をかついだ。一方で、セナの親族はFOM会長のバーニー・エクレストンの参列を拒否した。なお、国際自動車連盟（FIA）会長のマックス・モズレーはセナの葬儀ではなく、1994年5月7日にオーストリアのザルツブルクで行われたローランド・ラッツェンバーガーの葬儀に出席した。モズレーは10年後に行われた記者会見で「私がラッツェンバーガーの葬儀に行ったのは、あらゆる人がセナのほうに行っていたからだ。誰かがローランドの葬儀に出席することが重要だと思った」と述べた。
セナはサンパウロのモルンビー墓地に葬られ、その墓石には「神の愛から、私を引き離すことはできない」と刻まれている。
サンマリノグランプリの次戦1994年モナコグランプリにおいて、FIAはセナとラッツェンバーガーに敬意を表して予選1位と2位のグリッドを空白とし、ふたつのグリッドにそれぞれブラジル国旗とオーストリア国旗をペイントした。

## 影響

### 反応
アメリカでサンマリノグランプリを放送したESPNは、レース終了後にタラデガ・スーパースピードウェイで行われたNASCARのウィンストン・セレクト・500レースの放送中、セナの死の第一報を伝えた。コーションラップ中の111周目にデイル・アーンハートが首位に立つ中、解説者のボブ・ジェンキンスがセナの死を発表し、哀悼の言葉を述べた。その後レースは再開されたが、セナに敬意を表し、ESPNの放送ブースは2周にわたって黙祷を捧げた。レースに勝利したアーンハートは、レース後の優勝者へのインタビューでセナへの哀悼の意を表した。
ブラジルのテレビ各局は通常の番組編成を中断してセナの死を伝え、事故の前日に録画されたセナの最後のインタビューを繰り返し放送した。マジョーレ病院の外には、セナに別れを告げようと多くのモータースポーツファンが押しかけ、大規模な交通渋滞を引き起こした。ジドコットにあるウィリアムズのF1ファクトリーにも約200人のファンが詰めかけ、ファクトリーの正門の前には多くの花が手向けられた。
イタリアとブラジルのメディアは、1994年シーズン前のルール改訂についてFIAを批判した。ベネトン所属のミハエル・シューマッハは、フォーミュラ1の安全性の改善を求めた。BBCのスポーツ解説者マレー・ウォーカーはセナの事故死を、「思い出せる限りではグランプリレースにとって最も暗い日だ」と評した。

#### 日本における反応
日本では、特にF1の独占中継権を持つフジテレビジョンがセナの衝突事故を大々的に報じた。欧州ラウンドは生中継ではなく、その日の深夜に録画で放送する形式であったため、事故直後は中継開始前に組まれていたスポーツ番組でセナの容体や事故の詳細が伝えられた。塩原恒夫によれば、事故直後からフジテレビ局内全体が重い空気に満ちていたと後に述懐している。
日本時間5月2日の深夜0時15分、現地からの緊急生中継に切り替えられ、ピットウォールから三宅正治（実況）、今宮純（解説）、川井一仁（ピットレポーター）の3人が伝えた。その後はレースの録画中継に生中継を挟みながら番組が続けられたが、日本時間1時過ぎにセナの脳の機能が停止したことが公式に発表されると、中継中にニュース速報で「死亡」のテロップが流れ、再びピットウォールからの映像に切り替わった。
このときコメントを求められた今宮は「モータースポーツで働いている者の一人として受け止めなければならない。再来週のモナコGPにセナはいませんが、F1は続いていくわけです」と、涙ながらに答えている。
その後もフジテレビは2日の各報道番組で、この事故を現地からの最新情報も交えトップ項目で伝え、19時からの『今夜は好奇心!』は当初予定の内容を変更し生放送でセナの衝突事故を特集した。また、フジテレビ以外も事故についてのニュースを放送した。
当時の日本におけるF1人気はセナの存在によるところも大きかったため、セナの死以降、F1人気には陰りが出始めた。

### 安全性の向上

1994年の死亡事故を受けて、イモラ・サーキットのコースレイアウトは変更された。

5月3日、イタリア自動車クラブの要請により、FIAはサンマリノグランプリでの出来事を検証するための会合を開いた。その後、FIAは次戦モナコに向けた安全対策を発表した。モナコでは、ピットレーンの入口と出口に車速を落とすためのカーブが設置され、ドライバーがピットストップした際を除いてメカニックがピットレーン上に立つことは禁止されたほか、競技車がピットストップを行う順番を抽選によりあらかじめ決定することとなった。（順番外の緊急ピットストップではタイヤ交換および給油は許可されないとされた）5月8日、フェデリコ・ベンディネリ（イモラ・サーキットのオフィシャル）の証言として、以前セナがタンブレロ・コーナーを視察して、その安全性を確認していたと報じられた。ウィリアムズチームは所有する装置で実験を行い、回収されたデータをもとにセナの事故を再現しようとした。実験では事故原因として疑われる機械的故障のシミュレーションが試みられた。
モナコグランプリにおいて、引退した元ワールドチャンピオンのニキ・ラウダは、グランプリ・ドライバーズ・アソシエーション（GPDA）の再結成を発表した。ラウダ以外に代表者として選ばれたのは、現役のドライバーであるミハエル・シューマッハ、ゲルハルト・ベルガー、そしてクリスチャン・フィッティパルディだった。シーズン中に発生した重大な事故を受けて、GPDAはFIAにフォーミュラ1の安全性の改善を要求した。FIAは迅速に対応し、以下のような変更をレギュレーションに加えると発表した。
スペイングランプリ以降
- ディフューザーのサイズ縮小
- フロントウイング翼端板の高さの引上げ
- フロントウイングのサイズ縮小

（FIAはこれらの措置によりダウンフォース発生量が15パーセント削減されるとした）
カナダグランプリ以降
- コックピット側面の高さ引き上げによる、横方向の衝撃からのドライバーの頭部保護の向上
- 最低車体重量を25kg引き上げ（カナダGPまでに15kgの引き上げに変更）
- フロントダブルウィッシュボーンの強度改善による、フロントホイールが剥離してドライバーに衝突することの予防
- コックピット全長の拡大による、ドライバーがコックピット前部に頭部を打ちつけることの予防
- 標準的な燃料の使用の義務化
- エンジンのエアボックスを取り除き、エンジンへの空気流入を減少させ出力を抑制

その他の変更点としてガードレールの安全性改善や、サーキットのコースレイアウトおよびタイヤバリアの再設計、衝突安全性の強化、最大排気量の3リッター制限などがもたらされた。FIAは事故後ただちにイモラ・サーキットの安全性を調査し、結果としてイモラの象徴的なタンブレロ・コーナーはシケインへと改修された。
1995年2月、レース前の改造によるステアリング・コラムの破損をセナの事故原因と考えるイタリア検察当局は、司法調査チームによる500ページの報告書を受け取った。

## 検死
1997年3月3日、イタリアの裁判所で開かれた公判において病理学者チポラ博士の鑑定・証言が行われ、セナの死亡時刻は1994年5月1日午後2時17分として公式に記録された。イタリアの法律の下、タンブレロ・コーナーでの衝突直後、セナが脳死した時点が死亡時刻とされた。この公式な記録にもかかわらず、FIAとイタリアのモータースポーツ統括機関は、セナは衝突の瞬間ではなく、現場で緊急気管切開と点滴静脈注射が施された後に、ヘリコプターで搬送された先の病院で死亡したとの見解を維持している。
セナの死がなぜ事故現場で宣言されなかったのかについては議論が続けられている。イタリアの法律の下では、死者が発生したあらゆる事故に対して過失責任についての捜査の実施が義務づけられており、スポーツイベントなどで死者が出た場合はイベントは直ちに停止され、事故現場は保存されなければならないと定められていた。
元ポルト（ポルトガル）法医学協会会長のホセ・エドアルド・ピント・ダ・コスタ教授は以下のように述べた。
倫理的観点から言えば、アイルトンの身体の取り扱われ方は間違っていた。彼はディスタナジア、つまり機械の補助がなければ生存できないほど深刻な脳のダメージを受け、生物学的な死を迎えた人物を、不適切な形で延命している状態にあった。通常の生活や人との関わりがもてる見込みはまったくなかった。アイルトンが車から運び出されたときに、彼の心臓が鼓動していたか否か、あるいは血液の流れがあったか否かは、彼の死亡時刻を決定する際には意味を持たない。
検死結果によると、クラッシュによって多数の頭蓋骨底骨折が発生し、前額部が押しつぶされた上に浅側頭動脈が切り裂かれ、気道上で大出血が起こっていた。心臓が停止した直後ならば、心肺機能への処置によって死亡した人物を蘇生させることは可能だ。処置というのは、患者を機械装置につなぐということだ。アイルトンのケースにおいて蘇生処置が実行されたことは、医学的・法的な見地から言って微妙な判断だった。
倫理的な視点から見ると、蘇生処置の実行は非難を受けてもおかしくない。蘇生処置が、患者への純粋な医療行為としてではなく、組織的な商業的利益に適合するものとして実行されたからだ。
気管切開が施されていたこともあり、実際に蘇生は果たされた。心臓の活動は、心肺装置の補助によって回復された。蘇生処置に対するこの姿勢は物議を醸すものだ。医師であれば誰でも、セナの容態では、生命の回復に成功する可能性は存在しないと理解したはずだ。
リスボンのエガス・モニス病院の院長で、脳神経外科医でもあり、ポルトガルGPにおける医療スタッフの代表者を務めるホセ・プラタス・ヴィータル教授は、ダ・コスタ教授とは異なる見解を以下のように述べた。
セナの検死を実施した人々は、彼の身体の損傷を根拠として、セナは即死したと言った。彼らがそう言ったのは間違っている。セナの負傷は最終的に彼を死亡させたが、あの時点では彼の心臓はまだ動いていたかも知れない。……負傷者のケアにあたる医療スタッフが、患者の心臓がまだ鼓動していることを把握した場合、頭に浮かぶ行動はふたつしかない。ひとつは、患者の気道を開けておき、患者が呼吸できる状況を確保することだ。セナの救護にあたった医療スタッフは緊急気管切開を行う必要があった。酸素と心臓の働きが確保された後は、血液の喪失が問題になる。深刻な負傷を扱う際には、常に踏まえるべきいくつかのステップがある。それが公道であっても、レース場であってもだ。現場にいる救護チームの頭の中にあるのは患者を支援すること、とりわけ患者の頸部を固定することだけだ。救護作業の後、負傷者は速やかに最寄りの病院の集中治療室に搬送されなければならない。
アイルトン・セナ・プロモーション（セナの死の後、アイルトン・セナ財団に改名）のクリエイティブ・ディレクターであるホジェリオ・モライス・マルチンスは以下のように述べた。
マリア・テレーザ・フィアンドリ博士が午後4時30分に読み上げた臨床報告によれば、アイルトン・セナは脳にダメージを負い、出血性ショックをおこしており、深い昏睡状態にあった。しかしながら、医療スタッフは胸部・腹部への負傷を一切報告しておらず、出血は、浅側頭動脈の破裂によって引き起こされていた。病院でアイルトン・セナを診察した脳神経外科医は、頭蓋骨の全体にわたって損傷があり、手術を行うような状況ではないと語った。午後6時05分、フィアンドリ博士は震える声で公式声明を読み上げ、セナが死亡したことを発表した。その時点で、セナはまだ彼の心拍を維持している装置につながれたままだった。
イタリアの当局によるアイルトン・セナの検死結果の公式発表は、このドライバーがイモラでのレース中に即死していたとしたが、この発表はさらなる論争の火種となった。いまや、レースの主催者と医療機関の行動に対して疑問の目が向けられている。病院側の広報担当者は、セナがボローニャに到着した際、彼はまだ呼吸をしていたと述べたが、ラッツェンバーガー（前日に死亡したドライバー）の検死結果は、その死が即死であったことを示している。イタリアの法律の下では、サーキットの敷地内で人が死亡した場合、レースイベント全体をキャンセルすることが義務づけられていたはずだ。レースのキャンセルが実施されていれば、セナの死亡事故も予防されていただろう。
関連するイタリアの法律は、スポーツイベント開催中に死亡事故が発生した場合、その時点でイベントは停止され、事故現場は調査のため封鎖されることを規定している。ラッツェンバーガーのケースでは、土曜日の予選セッションと、日曜日のサンマリノグランプリ決勝レースのキャンセルが規定されていた。
アイルトン・セナの死が即死であったのか否かを宣言することは、医学の専門家でも不可能である。それでも彼らは皆、セナが生存できた可能性はわずかであったことを認識している。もし生存できていたとしても、脳のダメージは重度の障害を残しただろう。セナが遭遇したような種類の事故はほとんどが死亡事故になり、生存者も回復不能な脳へのダメージを負う。これは急激な減速がもたらす脳への影響の結果である。急減速は脳の細胞に構造上のダメージを引き起こす。推定では、セナの事故で発生した減速は、30メートル垂直落下して、頭から着地した際と同等であったことが示されている。検死によりもたらされた証拠は、このクラッシュにおける時速208キロでの衝突によって多数の頭蓋骨底骨折が起こり、呼吸機能不全が発生したことを明らかにした。
セナの脳は押しつぶされており（脳は頭蓋骨の内側に押しつけられ、浮腫と出血を生じ、頭蓋内圧が上昇した結果、脳死に至った）、くわえて側頭動脈の破裂、気道上での出血があり、最終的には心不全が引き起こされた。
事故死した2人のドライバーが、病院ヘ向かうヘリコプターに運び込まれた際に生存していたか否かについては、対立するふたつの説が存在する。ラッツェンバーガーとセナの両者が即死していたと仮定すれば、レースの主催者が、グランプリのキャンセルを強いられることを避けるために事実の公表を遅らせ、彼ら自身の経済的利益を守ったと考えられる。

もしサンマリノグランプリがキャンセルされていたとしたら、SAGIS（イモラ・サーキットを運営する組織）は推定65,000,000アメリカドルの損失を被ることになっていた。

## イタリア検察当局による訴追
セナの事故死の後、ウィリアムズ・チームは長年にわたってイタリアにおける刑事訴訟に巻き込まれることとなった。イタリアの法制度では、被害届なしでも自然死以外の死はすべて捜査対象となっており、セナの死の直後から捜査当局が動き出していた。セナの死に関する裁判は、チームの幹部を過失致死罪で訴追するイタリアの検察当局によって開始された。1997年に行われた初公判では、検察側が訴えを証明できなかったと判断した判事により、無罪判決が言い渡された。しかしながら、イタリア最高裁はこの判決に対して再審を命じた。2007年4月13日、イタリア最高裁判所はその判決（15050号）を言い渡した。判決は、「ステアリングコラムの破損が事故を引き起こしたことが確定された。この破損は劣悪に設計・実施された改造によってもたらされた。責任の所在は、監督不行届の過失を犯したパトリック・ヘッドにある。」とした。一方で、イタリアの法制度では過失致死罪の時効は7年6ヶ月で成立するとされていたため、事故から13年後のこの判決によってヘッドが逮捕されることはなかった。
刑事責任の焦点はセナのマシンのステアリングコラムに置かれていた。事故後、ステアリングコラムは改造が施された箇所で破断した状態で発見された。検察当局はステアリングコラムの破断が事故を引き起こしたと主張した。ウィリアムズ側は破断の事実は認めたものの、クラッシュの衝撃によって破断したものであると主張した。セナは着座位置に対するステアリングホイールの取りつけ位置に不満を持っており、変更を要求していた。セナの要望を受け、チーム側はステアリングホイールの位置を下げることを決定したが、そのためにはステアリングシャフトを短くする必要があった。チームはFW16本来のステアリングシャフトを2カ所で切断した上で、その間に小径の金属パイプを挿入して補強板を溶接してつなぎ、シャフトの長さを変更した。このような改造が行われた背景には、サンマリノグランプリまでに新たな1本のステアリングシャフトを製作するには時間が不足していたという事情があった。
ボローニャ大学の工学教授エンリコ・ロレンツィーニと彼の専門家チームは、600ページにわたる技術的報告書を提出し、ステアリングコラムに生じた金属疲労による亀裂（疲労亀裂）が成長し、破断に至ったと結論づけた。ロレンツィーニは、「ステアリングシャフトのおよそ3分の1にわたる部分が劣悪な溶接作業で接続されており、レースの負担に耐えられるものではなかった。シャフトの亀裂上には複数の引っかき傷があった。改造作業は急いでやっつけられたようだが、いつ頃に実施されたかはわからない。溶接の後、誰かが溶接箇所にやすりをかけた跡がある。こんなものは今まで見たことがない。シャフトには欠陥があり、ウォームアップ走行ですら亀裂を生じさせただろうと思う。クラッシュの直前にはシャフトはほとんどつながっておらず、あのコーナーで車は操作に反応しなかった。」と述べた。
セナの車載カメラ映像の分析は、イタリアのCinecaによって提出された。この分析はレース中のステアリングホイールの動きを追跡したもので、セナのマシンのステアリング上にある黄色いボタンが、数周にわたって常に一定の弧を描いて回転している様子を示している。クラッシュ直前の最後の数秒間に差しかかると、ステアリング上の黄色いボタンは通常の軌道から数センチメートル逸れており、ステアリングホイールが上下に揺れ動いたことを示している。この現象はステアリングコラムの破断を暗示するものだった。一方、ウィリアムズはこのステアリングの動きが通常の現象であることを証明するため、独自にビデオを制作した。ビデオの内容は、デビッド・クルサードがFW16Bのステアリングを乱暴に扱って見せるもので、「かなり大きな労力」を費やせば、通常の状況でもセナの映像のようにステアリングを動かすことは可能であると説明された。ミケーレ・アルボレートはセナのステアリングの動きが異常なものであると証言し、セナのオンボード映像は「セナのウィリアムズの何かが壊れたことを証明している。ステアリングホイールが数センチも動くことは考えられない。」と述べた。
1997年12月16日、フランク・ウィリアムズとその他5人の関係者に無罪判決が言い渡され、イタリアにおけるフォーミュラ1の開催がボイコットされる事態は避けられた。アントニオ・コンスタンツォ判事は381ページの判決文で、セナの死亡事故の原因がステアリングコラムの故障である可能性は高いものの、ヘッドとニューウェイに過失責任があるという証拠は存在せず、2人が問題の改造の設計を行ったことも証明できないとした。1999年11月22日、控訴審で無罪判決が支持され、検察側の請求（ヘッドとニューウェイへの執行猶予1年の有罪判決）は却下された。
2002年4月、セナが運転していたシャシー番号02のFW16はウィリアムズチームに返還された。チームは、返還されたマシンが重度に荒廃した状態にあったこと、そして後に廃棄処分されたことを報告した。セナのヘルメットは製造メーカーのベル社に返還された後、焼却された。事故車のエンジンはルノーに返還されたが、その後の消息は不明である。
2003年1月、イタリア最高裁は「重大なエラー」があったとして事件の審理を再開し、再審理をボローニャ高等裁判所に委託した。2005年5月27日、ボローニャ高等裁判所はエイドリアン・ニューウェイに無罪を言い渡したが、パトリック・ヘッドの罪状に関しては公訴時効が成立しているものとして取り扱われた。2007年4月13日、イタリア最高裁はパトリック・ヘッドを無罪とするための請求を却下し、ヘッドには「劣悪に設計・実施された改造」に対する責任があり、セナの事故は「予見可能かつ予防可能」だったと述べた。
2011年5月、ウィリアムズ・FW16の設計者であるエイドリアン・ニューウェイは、セナの死亡事故に対する自らの見解を以下のように述べた。
真実は、何が起きたのか確かなことは誰にもわからないということだ。ステアリングコラムが破断したのは間違いない。しかし問題はそれが事故の結果だったのか、それとも事故の原因だったのかということだろう？疲労亀裂があった以上、どこかの時点で破断は起きただろう。非常に拙い設計だったことに疑問の余地はない。だが、あらゆる証拠が、あの車はステアリングコラムの故障によってコースアウトした訳ではないことを示している。事故の映像、特に真後ろにいたミハエル・シューマッハの車載カメラの映像を見れば、あの車はアンダーステアを起こしてコースアウトしたのではないことがわかる。車はオーバーステアによってコースアウトしており、ステアリングコラムの故障ではそれを説明できない。車がリアのグリップを失ったのはデータが示している事実だ。アイルトンは異変に反応してスロットルを50パーセント戻しているが、これはリアのグリップ喪失を収束させるための操作として説明できる。そこから0.5秒後、彼はブレーキペダルを強く踏んだ。そうなると、疑問は「なぜリアはグリップを失ったのか？」ということだ。車はあの周回に、前の周よりもずっと激しくボトミングしていた。タイヤの空気圧は（前の周より）改善されていたはずなのに、これは奇妙だ。コース上に落ちていた破片を踏んで、右リアタイヤがパンクしていたのではないかと考えられる。もし最も可能性が高い事故原因をひとつ挙げろと言うのなら、それ（右リアタイヤのパンク）が答えになるだろう。

## 事故原因についての議論
セナの死亡事故について、イタリアの裁判所は「セナの希望によりステアリング位置を調節するため、メカニックがステアリングシャフトを切断して溶接し直したが、それが不完全だったため、走行中にその部分で破断・操縦不能になった」と認定し、これが事故原因に関する公式見解となっている。しかし、この見解については疑問を抱く者も少なからず存在し、議論の対象となっている。事故直前の車載映像には、セナがステアリングを左に切るものの、路面の舗装が変わる部分で突然マシンがグリップを失い、そのままコンクリートウォールに激突する映像が残っている。「激しい底打ち（ボトミング）によりダウンフォースが失われた」「パワーステアリングが故障したため操縦不能になった」という説など諸説語られたが、事故原因の確定的な結論には至っていない。
- 運転ミス
ウィリアムズのパトリック・ヘッドは、セナが運転ミスを犯したことを示唆した。ヘッドはレース後、ミハエル・シューマッハから事故の前のラップにセナのマシンが「神経質」な動きをしていたと聞いており、それがセナのミスを信じる根拠になった。日本の1994年シーズンのF1中継では、サンマリノグランプリのリスタート前、シューマッハとヒルの2人がセナのマシンが底打ちしていたことをジェスチャーで示す様子が放送された[61] [62]。デイモン・ヒルは、持論としてステアリングシャフトの破断が原因という見解について疑問を呈しており、セナ自身の運転ミスなどが原因と語った[63][64]。

- タイヤのパンク
FW16を設計したエイドリアン・ニューウェイは、ステアリングコラムの破断と事故との因果関係を否定しており、レーススタート直後にJ・J・レートとペドロ・ラミーによる大事故で生じたマシンの破片の除去が不十分であり、破片による影響でタイヤがパンクしセナをクラッシュに追い込んだ可能性を示している[65][66][67]。

- セーフティカー

F1において1992年にルールが制定され、1993年から運用され始めたセーフティカーが事故の一因とする説もある。
決勝のスタート直後、ペドロ・ラミーがJ.J.レートの車に衝突による事故を受け、オフィシャルの判断により、マックス・アンジェレッリが運転するセーフティカー（オペル・ベクトラ）がコースに導入された。当時は各サーキットで用意していたものを使用していたため、サーキットによって保有する車両の性能に差があった。そのため、セーフティカーの性能が低い場合、後続のF1カーに乗るドライバーは遅いセーフティカーのペースに付き合わされるため、タイヤの温度低下を最小限に抑えることに苦労するなどの問題が生じることがあった。現在においてもセーフティカーの時間が長期化した場合、タイヤの温度低下が避けられないという問題の解消には至っていない。この場合、オペル・ベクトラはファミリーカーであり、高速走行が難しい車両であった。実際、車列の先頭にいたセナはセーフティカーに並びかけ、速度を上げるようアンジェレリにジェスチャーで要求するなど、タイヤの温度低下が発生していることを示唆していた。後にこの車両はセーフティカーの任務には不適格であり、競技車両のタイヤ空気圧の低下を引き起こした可能性があると指摘された。
実際、1995年のポルトガルグランプリでは決勝のスタート直後に片山右京のマシンが数回転する大クラッシュが発生した際や1998年のフランスグランプリでは1台がマシントラブルでスタートできなかったことによるシグナルの点滅ミスの際は赤旗が振られており、後年の出来事とはいえ、これらでは赤旗が躊躇なく振られたのに対し、この時は黄旗のセーフティカーという判断について疑問視されている。
- 精神的ストレス
元F1ドライバーのネルソン・ピケは、死の直前の時期のセナはプレッシャーに晒されており、精神的ストレスを抱えていたと語った[71]。1994年、セナはモデルのアドリアーネ・ガリステウと1年にわたって交際していた。サンマリノグランプリの週末、アドリアーネはポルトガルにいたが、セナの元交際相手シューシャ（英語版）がイモラまでやって来て、セナにアドリアーネとの関係を断って自分とよりを戻すよう説得していた[72]。弟のレオナルドが事故の数日前にセナにわたしたカセットテープには、アドリアーネが彼女の元交際相手と会話している様子が録音されていたと言われている[73]。これらの状況と、バリチェロの事故、およびラッツェンバーガーの死が重なったことでセナは大きなストレスを受けていた可能性があり、事故の数分前のグリッド上でもセナは憔悴した姿を見せていた[74]。アラン・プロストはドキュメンタリー映画『アイルトン・セナ ～音速の彼方へ』に出演した際、サンマリノグランプリの2週間前とレース当日の2回、事故前のセナに会ったが、両方の機会でセナがどこかおかしいことを感じていたと語った。事故後、自殺の可能性を唱える説も国際的な報道上に現れたが、それらの説はただちに除外された[75]。
- マシンの異常を察知しつつ走り続けた
イタリア検察当局から事故調査の依頼を受け、ステアリングコラム破断の結論を出した調査委員会の代表であるマウロ・フォルギエリは、TVインタビューに個人的な意見として事故について述べている。

椅子に座りステアリングを握る格好をしながらフォルギエリは、「もし君が車を運転していて、その車が何かおかしい普通じゃないと感じたらどうする？」そう言いながら身体を上下に揺すって見せ、「そう車を止めるだろう？」と見解を示している。つまりFW16のステアリングコラムは、突如として壊れたのではなく徐々に破断したものでありステアリングが上下に揺れるなど予兆はあった。それに加えてセーフティカー介入により強いられた低速走行でタイヤの内圧が減少し発生したマシンの車高低下。その為の路面との底付き。この二つをマシンをドライブしているセナが気がつかない訳がなく、車体が異常をきたしているのにも構わず走行し続けたのだろうという事に暗に疑問を呈している。

### 判明していること
- 死亡原因
死因については、検死解剖により、「車のサスペンションの一部が、ヘルメットを貫通した」ことであると結論されている[76]。

- コース上の問題
イモラ・サーキット自体、以前から危険性が指摘されていた。問題のタンブレロコーナーでは過去にもそのまま直進してコンクリート壁に激突するという事故が起きており、少なくとも事故が多いコースの1つであった。この種のリスクに対しては、ランオフエリアの拡大やタイヤバリアの敷設などの対応が考えられるが、このコーナーのすぐ外側にはサンテルノ川が流れており、この影響でランオフエリアのスペースを拡大することができず、タイヤバリアも衝突時の飛散のリスクを考慮すると、やはりコースとの距離が絶対的に不足していた。実際の事故後に実施されたタンブレロを高速コーナーから内側に切り込むシケイン状のコーナーへの改修も案としてはあったものの、予防的処置の実施と言う観点が薄かったことから、結果的には放置されたままであった。
現にセナ自身もイモラ・サーキットに不安を抱えていたらしく、セナの伝記映画を製作したジェイムズ・ゲイ・リースによると、セナが死の1か月ほど前にイモラサーキットでテストを行った際に、タンブレロに立ち、イモラサーキットの関係者に路面に凹凸があり危険だと指摘し、「ここで今年誰かが死ぬ。」と話している映像も入手していたが、映画にはうまく組み込ませることができなかったという[77]。また、その現場を個人カメラマンが別角度から撮影した映像もあり、セナの死から数日後のフジテレビのニュース番組で放送されている。